# مطر أباد (بجستان)
مطر أباد (بالفارسية: مطرآباد) هي قرية تقع في إيران في قسم بجستان الريفي. يقدر عدد سكانها بـ 137 نسمة بحسب إحصاء 2016.